# Danuta Serafin
Danuta Serafin (ur. 1 sierpnia 1938 w Młynku, zm. 21 lipca 2004) – polska działaczka oświatowa i polityk, posłanka na Sejm PRL VIII kadencji.

## Życiorys
Uzyskała wykształcenie średnie ogólnokształcące. W 1965 wstąpiła do Polskiej Zjednoczonej Partii Robotniczej, w której była I sekretarzem podstawowej organizacji partyjnej przy Oddziale Wojewódzkiej Spółdzielni Spożywców. W WSS „Społem” w Końskich pracowała jako mistrz ds. adaptacji zawodowej młodzieży. Była też kuratorką sądową, a także działaczką Ligi Kobiet, Społecznego Komitetu Przeciwalkoholowego, Polskiego Czerwonego Krzyża oraz Towarzystwa Przyjaciół Dzieci. W latach 1980–1985 pełniła mandat posłanki na Sejm PRL VIII kadencji z okręgu Skarżysko-Kamienna. Zasiadała w Komisji Handlu Wewnętrznego, Drobnej Wytwórczości i Usług, Komisji Oświaty i Wychowania, Komisji Rynku Wewnętrznego, Drobnej Wytwórczości i Usług oraz w Komisji Skarg i Wniosków.
Otrzymała Odznakę „Za Zasługi dla Kielecczyzny”.